# Corriente de frontera
Una corriente de frontera, a veces llamada corriente de margen o de límite, es una corriente oceánica cuya dinámica está determinada por la presencia de una línea costera. Hay dos categorías distintas: corriente de frontera occidental y corriente de frontera oriental. Estas corrientes son superficiales y forman parte de los grandes giros oceánicos subtropicales, especialmente entre las latitudes 20 y 40° de cada hemisferio. Entre las fuerzas que las impulsan destacan los vientos anticiclónicos, los cuales poseen sentido horario en el hemisferio norte y antihorario en el sur.

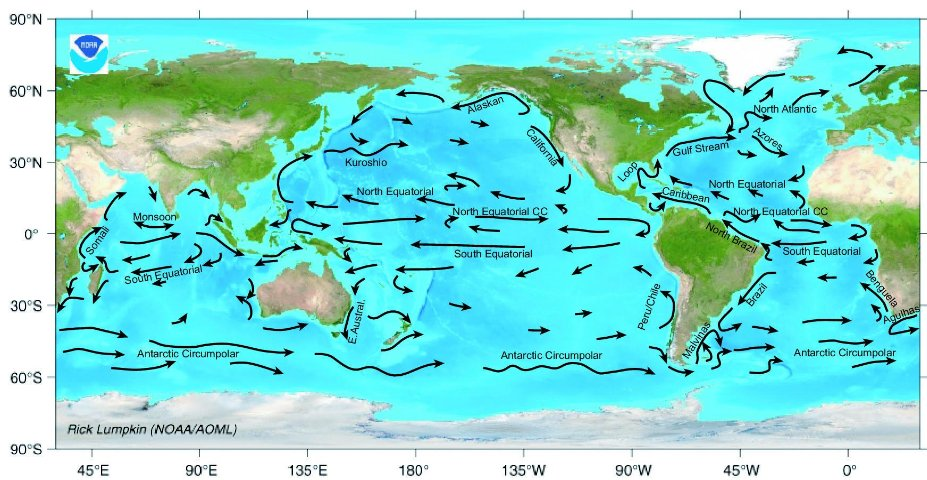
Principales corrientes superficiales.

## Corriente de frontera occidental
Se sitúa frente a las costas orientales de cada continente. Se caracteriza por ser estrecha, profunda, rápida, con límites definidos, cálida y pobre en nutrientes. Llevan calor de los trópicos hacia altas latitudes.

## Corriente de frontera oriental
Se sitúa frente a las costas occidentales de cada continente. Se caracteriza por ser ancha, poco profunda, lenta, con límites difusos, fría y rica en nutrientes. El afloramiento costero a menudo enriquece el mar con nutrientes traídos de las profundidades, lo que las convierte en áreas productivas del océano.
Las principales corrientes de frontera son las siguientes:
| Giro oceánico   | Corriente de frontera occidental | Corriente de frontera oriental    |
| Atlántico Norte | Corriente del Golfo              | Corriente de las Islas Canarias   |
| Atlántico Sur   | Corriente del Brasil             | Corriente de Benguela             |
| Pacífico Norte  | Corriente de Kuroshio            | Corriente de California           |
| Pacífico Sur    | Corriente de Australia Oriental  | Corriente de Humboldt             |
| Índico Norte    | Corriente de Somalia             | (corrientes monzónicas variables) |
| Índico Sur      | Corriente de las Agujas          | Corriente de Australia Occidental |